# 日本カンボジア友好協会
日本カンボジア友好協会(にほんカンボジア友好協会)とは、かつて日本に存在したカンボジア（民主カンプチア）との友好協会である。2018年に解散。

## 歴史
1973年、カンボジア国家元首だったノロドム・シハヌークと日本社会党委員長佐々木更三の間の合意を基に設立された。設立当初は、カンボジアはロン・ノルによるクーデター政権（クメール共和国）が支配しており、シハヌークは中華人民共和国で亡命政権カンプチア王国民族連合政府を組織し、反ロン・ノル運動を実施していた。
1975年のプノンペン陥落により、シハヌークと連携したクメール・ルージュがカンボジアの支配者となり、民主カンプチア政権を樹立すると、その友好団体という扱いになる。

## 活動

### ポル・ポト政権期
1978年6月、本協会は当時のクメール・ルージュ政権副首相イエン・サリの訪日を支援し、歓迎集会を主催した。また、1978年に佐々木更三を団長とし、西側諸国ではじめてクメール・ルージュ体制下のカンボジアを訪問した民主カンプチア訪問団は、本協会の主催によるものである。

### ポル・ポト政権崩壊後
1979年1月のポル・ポト政権崩壊、およびヘン・サムリン政権(カンプチア人民共和国)成立後、同協会はポル・ポト派(クメール・ルージュ)・シハヌーク派(フンシンペック)・ソン・サン派(クメール人民民族解放戦線)からなる三派連合の支援を続け、日本国内でのクメール・ルージュのプロパガンダの一翼を担った。たとえば1979年5月には、民主カンプチア外務省発行の「黒書」(ベトナムによる「侵略」を非難し、自らの政権としての正当性を主張するもの)の翻訳を監修し、日本での出版を支援している。
同様の支援活動は1990年代に至るまで継続され、例えば1992年には同協会理事長の新谷明生が『月刊マスコミ市民』誌上でカンプチア人民共和国を「ベトナムの侵略による傀儡政権」とし、カンボジア大虐殺を「ベトナムのプロパガンダ」として公然と否認している。また、1993年には川田泰代が同協会の支援によりプノンマライを訪れ、イエン・サリ、イエン・チリトらと対談している。同協会によるこれらの活動は、本多勝一によってカンボジア大虐殺を否認するものであるとして批判されている。

### 現地での活動
本協会の「支援」活動は、日本国内での後方活動にとどまらず、現地でのプロパガンダ放送用放送網建設などにもおよんだ。1983年8月、本協会の要請により派遣された日本人ボランティアは、タイ王国国境沿いのアンピルにて民主カンプチア初のアマチュア無線局「XU1SS」を建設した。同様の日本人ボランティアは、1990年11月にポル・ポト派の拠点・プノンマライでの「XU1DK」局建設、1996年にイエン・サリらが根拠地としていたパイリンでの宣伝用放送局の建設に携わった。

### その後
馬淵直城・新谷明生・加藤長雄ら、中心的に活動していたメンバーの急逝のため、本協会は2018年をもって解散した。解散時の会長は元国会議員北村哲男であった。